# Georges Maspero
Georges Maspero (1872-1942) – historyk francuski, członek korespondent Francuskiej Szkoły Dalekiego Wschodu (EFEO). Syn egiptologa Gastona Maspero i brat przyrodni sinologa Henriego Maspero. Napisał "Le Royaume de Champa", historię indochińskiego królestwa Czampa, będącą podstawą do wszystkich późniejszych prac historycznych dotyczących Czampy.